# 2005 في إيطاليا
فيما يلي قوائم الأحداث التي وقعت خلال عام 2005 في إيطاليا.

## أحداث
- 6 أغسطس – الخطوط التونسية السريعة الرحلة 1153

## سياسة

### تعيين في المنصب
- 23 سبتمبر – جورجو نابوليتانو عضو مجلس الشيوخ مدى الحياة.

## رياضة
- 1 يناير – ميلان-سان ريمو 2005 الفائزون أليساندرو بيتاتشي، تور هوسهوفد، دانيلو هوندو.

## ظهور
- 28 نوفمبر – سابيون لينكس

## أفلام
من الأفلام التي صدرت هذه السنة في إيطاليا:
- 1 يناير – البحر بداخله من إخراج أليخاندرو آمينابار.
- 1 يناير – الخبز الحافي من إخراج رشيد بن حاج.
- 1 يناير – الفلوجة، المذبحة المخفية من إخراج Sigfrido Ranucci [الإنجليزية]‏.
- 1 يناير – على طول ريدج من إخراج كيم روسي ستيوارت.
- 1 يناير – فندق رواندا من إخراج تيري جورج.
- 1 يناير – مخفي من إخراج مايكل هاينيكي.
- 16 نوفمبر – الإسكندر من إخراج أوليفر ستون.

## برامج ومسلسلات وأنمي
- روما

## وفيات

### يناير
- 6 يناير – تاركوينيو بروفيني (مواليد 1933) متسابق دراجات نارية إيطالي.

### فبراير
- 22 فبراير – ماريو ريتشي (مواليد 1914) دراج إيطالي.

### مارس
- 16 مارس – أرسيسو أرتيسياني (مواليد 1922) متسابق دراجات نارية إيطالي.

### أبريل
- 20 أبريل – جوليو ساراودي (مواليد 1938) ملاكم إيطالي.

### مايو
- 29 مايو – لوتشيانو روسي (مواليد 1934) ممثل إيطالي.

### يونيو
- 4 يونيو – جيانكارلو دي كارلو (مواليد 1919) مهندس معماري إيطالي.

### يوليو
- 26 يوليو – ماريو دافيد (مواليد 1934) لاعب كرة قدم إيطالي.

### أكتوبر
- 3 أكتوبر – فرانشيسكو سكوليو (مواليد 1941) مدرب كرة قدم إيطالي.
- 9 أكتوبر – سيرجيو سيرفاتو (مواليد 1929) لاعب كرة قدم إيطالي.

### نوفمبر
- 2 نوفمبر – فيروتشو فالكاريدجي (مواليد 1919) لاعب كرة قدم إيطالي.

### ديسمبر
- 27 ديسمبر – جيانكارلو بريمو (مواليد 1924)